# نظرية المؤامرة حول المعرفة المسبقة بالهجوم على بيرل هاربر

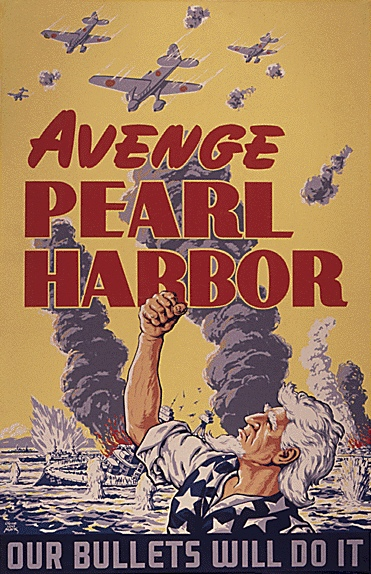

نظرية المؤامرة حول المعرفة المسبقة بهجوم بيرل هاربر، هي الحجة القائلة إن مسؤولي الحكومة الأمريكية كانوا على معرفة مسبقة بهجوم اليابان على بيرل هاربر في السابع من ديسمبر من عام 1941. ساد جدل منذ الهجوم الياباني حول كيفية وسبب مباغتة الولايات المتحدة، ومدى معرفة المسؤولين الأمريكيين بخطط الهجوم الياباني والفترة التي حصلوا خلالها على هذه المعلومات. نشر أحد مؤسسي لجنة أمريكا أولًا (التي تتبع سياسة عدم تدخل الولايات المتحدة) جون تي. فلين روايةً مضادةً حول بيرل هاربر، وذلك ضمن كتيّب مؤلف من 46 صفحة تحت عنوان الحقيقة حول بيرل هاربر.
زعم العديد من الكتاب -بما في ذلك الصحافي روبرت ستينيت، والأميرال المتقاعد روبرت ألفريد ثيوبالد، وهاري إلمر بارنز-  معرفة أطراف عليا في الحكومتين الأمريكية والبريطانية بالهجوم مسبقًا، وأضافوا أنه من المحتمل أن تكون هذه الأطراف قد سمحت بحدوث الهجوم أو دعمته بغية إقحام أمريكا في المسرح الأوروبي للحرب العالمية الثانية من خلال إشعال حرب يابانية- أمريكية بشكل غير مباشر. استندت الأدلة الداعمة لهذا الرأي إلى الاقتباسات والوثائق المرجعية الموجودة في الوقت المزعوم،[بحاجة لرقم الصفحة] بالإضافة إلى بعض الوثائق المزعومة الجديدة. وعلى الرغم من ذلك، تُعتبر نظرية المؤامرة حول المعرفة المسبقة بهجوم بيرل هاربر بمثابة نظرية هامشية مرفوضة من قبل المؤرخين.

## عشرة تحقيقات أمريكية رسمية
أجرت الحكومة الأمريكية تسعة تحقيقات رسمية حول الهجوم بين عامي 1941 و1946، قبل أن تجري التحقيق العاشر في عام 1995. اشتملت هذه التحقيقات على تحقيق بقيادة الأمين العام لبحرية الولايات المتحدة فرانك نوكس (1941)، وتحقيق بقيادة لجنة روبرتس (1941- 1942)، وتحقيق هارت (1944)، وتحقيق لمجلس بيرل هاربر العسكري (1944)، وآخر لمحكمة التحقيق البحرية (1944)، وتحقيق هيويت، وتحقيق كلارك، وتحقيق الكونغرس (لجنة بيرل هاربر، 1945- 1946)، وتحقيق سري للغاية بقيادة وزير الحرب هنري إل. ستيمسون على يد هنري كلوسن بتفويض من الكونغرس (تحقيق كلوسن، 1946)، وجلسة ثورموند- سبنس في أبريل من عام 1955 التي أسفرت عن ظهور تقرير دورن. أفادت هذه التحقيقات بعدم وجود أي كفاءة في تقييم القدرات والنوايا اليابانية وفهمها، وهي مشاكل مترتبة على السرية المفرطة حول التشفير وتقسيم المسؤولية بين الجيش والبحرية (وانعدام التشاور بينهما) ونقص القوى العاملة المناسبة للعمل الاستخباراتي (التحليل والجمع والمعالجة).[بحاجة لرقم الصفحة]
لم يمتلك أي من المحققين قبل كلوسن التصريحات الأمنية اللازمة للحصول على المعلومات الحساسة، إذ عُين العميد هنري دي. راسيل وصيًا على فك شيفرات ما قبل الحرب، ولم يمتلك أي أحد الرمز السري لصندوق التخزين سواه. سّلم الوزير ستيمسون رسالةً لكلوسن تُثبت امتلاكه التصاريح اللازمة لطلب تعاونهم، لكن يزعم كلوسن أنه لم يسمع سوى الأكاذيب قبل أن يحصل على نسخ من شيفرات مفككة وعالية السرية، الأمر الذي أثبت فعلًا امتلاكه للتصاريح اللازمة.
استند تقرير ستيمسون الموجه إلى الكونغرس إلى التحقيقات التي أجراها كلوسن، لكنه كان تقريرًا محدودًا بسبب المخاوف المتعلقة بالسرية عمومًا والتشفير خصوصًا. أُتيح أول بيان مكتمل للعموم في منتصف ثمانينيات القرن العشرين، ونُشر في عام 1992 تحت عنوان بيرل هاربر: الحكم النهائي. تفاوتت ردود الفعل بشأن هذا البيان في عام 1992، إذ اعتبره البعض إضافةً قيمةً لفهم مجريات الأحداث، بينما شكك أحد المؤرخين بحدوث أي لقاء بين كلوسن والجنرال والتر شورت الذي قاد الجيش في بيرل هاربر خلال الهجوم، وأضاف واصفًا تقرير كلوسن بأنه «غير موثوق ومفضوح» في العديد من جوانبه.

## وصلات خارجية
- Pearl Harbor: Henry Stimson's View. تايم (مجلة), Apr. 1, 1946
- Did Roosevelt know in advance about the attack on Pearl Harbor yet say nothing? – The Straight Dope
- The Independent Institute: Pearl Harbor Archive – Mostly a Stinnett site, but also has Pearl Harbor articles, debates